# Sammundri
Sammundri är en stad i distriktet Faisalabad i den pakistanska provinsen Punjab. Folkmängden uppgick till cirka 160 000 invånare vid folkräkningen 2017.